# IC 598
IC 598 је лентикуларна галаксија у сазвјежђу Велики медвјед која се налази на листи објеката дубоког неба у Индекс каталогу.
Деклинација објекта је + 43° 8' 44" а ректасцензија 10h 12m 48,5s. Привидна величина (магнитуда) објекта IC 598 износи 13,0 а фотографска магнитуда 13,9. IC 598 је још познат и под ознакама UGC 5502, MCG 7-21-16, CGCG 211-17, KUG 1009+433, PGC 29745.